# Frédéric Buval
Frédéric Buval, né le 24 mars 1951, est un enseignant et homme politique français élu sénateur de la Martinique le 24 septembre 2023.

## Biographie
Frédéric Buval, maire de la Trinité de 2014 à 2023, est élu sénateur de la Martinique le 24 septembre 2023.